# Grover Furr
Grover Carr Furr III (Washington D.C, 3 de abril de 1944) es un profesor estadounidense de literatura inglesa medieval en la Universidad Estatal de Montclair, Nueva Jersey, principalmente conocido por sus libros sobre Iósif Stalin y la Unión Soviética.

## Reseña biográfica
Nacido en Washington D.C., Grover Furr se graduó de la Universidad McGill en Montreal, Quebec, Canadá en 1965 con un BA en Inglés. Consiguió un Ph.D en literatura comparada en la Universidad de Princeton en 1978. Desde el febrero de 1970, está en la Universidad Estatal de Montclair en Nueva Jersey, donde se especializa en literatura medieval inglesa.

## Trabajos y controversias

### Holodomor
En un artículo de la revista CounterPunch publicado en marzo de 2017, Furr argumenta que "[h]ubo una hambruna muy grave en la URSS, incluida (pero no limitada a) la RSS de Ucrania, en 1932-33. Pero nunca ha habido ninguna evidencia de un 'Holodomor' o 'hambruna deliberada', y no existe ninguno hoy en día. La ficción del 'Holodomor' fue inventada por colaboradores nazis ucranianos que encontraron refugio en Europa occidental, Canadá y Estados Unidos después de la guerra".

### Juicios de Moscú
Contrariamente a la opinión ampliamente aceptada de que los Juicios de Moscú fueron una serie de juicios espectáculo llevados a cabo por instigación de Iósif  Stalin entre 1936 y 1938 contra trotskistas y miembros de la Oposición de Derecha del Partido Comunista de la Unión Soviética (PCUS), Furr cree que todos los acusados en los Juicios de Moscú eran al menos culpables de lo que se les acusaba, como se argumenta en un artículo de 2017 para Journal of Labor and Society.

### Pacto Molotov-Ribbentrop
En 2012, Furr declaró que el Pacto Mólotov-Ribbentrop fue firmado por la Unión Soviética para preservar una Polonia independiente en lugar de planear una partición de Polonia, como de hecho estaba estipulado en el protocolo secreto del Pacto Molotov-Ribbentrop entre la Alemania nazi y el Unión Soviética. Furr argumenta que Gran Bretaña y Francia también firmaron el Acuerdo de Múnich, un pacto de no agresión con Alemania que dividió otro estado y que Polonia también participó en la partición de Checoslovaquia, lo que hace que la Unión Soviética no fuera la única en firmar un pacto de no agresión con Alemania. Furr critica al gobierno polaco en el exilio argumentando que debería haber permanecido en algún lugar de Polonia "al menos el tiempo suficiente para rendirse" o podría haber huido a Gran Bretaña o Francia en lugar de a la Rumanía neutral. En palabras de Furr, "[una] 'grupa' de Polonia finalmente podría haber aceptado hacer un pacto de defensa mutua que incluyera a la URSS. Eso habría reiniciado la 'seguridad colectiva', la alianza anti-nazi entre los aliados occidentales y la URSS que los soviéticos buscaron pero los líderes británicos y franceses los rechazaron". Según Furr, esto habría "debilitado en gran medida a Hitler; probablemente eliminando gran parte del Holocausto judío ; ciertamente impidiendo la conquista de Francia, Bélgica y el resto de Europa; [y] ciertamente previniendo muchos millones de muertes de ciudadanos soviéticos".

### "Discurso secreto"
Furr saltó a la fama gracias a su ensayo "Jruschov mintió" en el que condena el proceso de desestalinización llevado a cabo en la URSS. El libro ataca el discurso pronunciado por Nikita Jrushchov, llamado "Acerca del culto a la personalidad y sus consecuencias", pero más comúnmente conocido en Occidente como el "discurso secreto". Fue revisado positivamente en la Revista del Grupo de Investigación sobre el Socialismo y la Democracia por Sven-Eric Holmström, quien la declaró como una valiosa contribución a la escuela "revisionista histórica" de los estudios soviéticos y comunistas. En mayo de 2014, Furr celebró una charla en la Academia China de Ciencias Sociales. En una reseña de "Jruschov mintió", el semanario ruso-ortodoxo Russki Véstnik describió la investigación de Furr como "objetiva" e "impresionante", y el destacado historiador Robert Thurston calificó al ensayo como "un gran trabajo de investigación". La obra también ha sido respaldada y aplaudida por intelectuales occidentales de izquierda como Samir Amin o Domenico Losurdo, y ha recibido el apoyo de J. Arch Getty.[cita requerida] Recientemente, en una entrevista para el diario brasileño A Verdade, Furr afirmó en referencia a su trabajo de investigación que nunca imaginó "encontrar que todo lo que dijo Jruschov (60 de los 61 cargos presentados contra Stalin y Beria) iba a ser completamente falso. Del cargo nº 61 no pude encontrar nada que lo confirmara ni desmintiese."
Grover Furr ha sido descrito por los historiadores John Earl Haynes y Harvey Klehr como un autor revisionista al postular teorías de "absoluta defensa" del stalinismo y, según la autora feminista Cathy Young, Grover Furr está "en una carrera a largo plazo para absolver a Stalin". Furr considera que la masacre de Katyn no fue cometida por el NKVD, basándose principalmente en los descubrimientos en las fosas comunes de Volodýmyr-Volyns'kiy, Ucrania, y su investigación sobre este tema ha sido citada en Rusia como confirmación de que las evidencias revisionistas son también "apoyadas por historiadores extranjeros". Asimismo Furr niega que la ocupación soviética de Polonia de 1939 fuera una invasión, lo cual motivó que en Polonia se le considerase igual que un "negacionista del Holocausto". Furr también considera que los condenados en los Procesos de Moscú eran totalmente culpables, además de sostener que el líder marxista León Trotski sí había elaborado un "plan para asesinar a Stalin". 
Furr también ha recibido atención negativa de varios medios de comunicación. David Horowitz lo catalogó como uno de los "101 académicos más peligrosos de América", y lo critica por sostener que "era moralmente incorrecto que los Estados Unidos causaran el colapso de la Unión Soviética", y por negar la presunta acusación a Stalin de antisemitismo, y una serie de otras cuestiones históricas, siendo que el historiador Robert Radosch lo acusó de "mala praxis académica" al ser profesor de literatura medieval que considera ciegamente como fuentes históricas a "comunicados oficiales del régimen estalinista". Furr también fue criticado por sitios web como FrontPage Magazine y The Daily Caller por una respuesta que dio a una pregunta sobre Stalin durante un debate universitario: "He pasado muchos años investigando esto y otras cuestiones similares y todavía tengo que encontrar un crimen que Stalin cometiese".

## Obras principales
Libros y estudios extensos:
- Jruschov mintió (disponible en español en la Editorial Templando el acero).
- El asesinato de Serguéi Kírov.
- Mentiras sangrientas (en respuesta al libro Tierras de sangre del historiador Timothy Snyder).
- Yezhov contra Stalin.
- Las amalgamas de Trotski.
- Stalin y la lucha por la reforma democrática (disponible aquí en español).
- Evidencia de la colaboración de León Trotski con Alemania y el Japón (disponible aquí en español).

A partir de aquí, artículos breves del autor:
- "El discurso del anticomunismo"
- "¿La Unión Soviética invadió Polonia en 1939?"
- "¿Desmentida la versión oficial de la Masacre de Katyn?"
- "La última petición de Bujarin"
- "Anatomía de la mentira en la historiografía americana de la Guerra Civil Española"